# Wiesław Burdelak
Wiesław Burdelak (ur. 16 sierpnia 1966) – polski kolarz torowy, wielokrotny mistrz Polski, reprezentant Polski.

## Kariera sportowa
Był zawodnikiem Moto Jelcz Oława. Sześciokrotnie zdobywał mistrzostwo Polski – w sprincie (1985, 1986, 1987, 1990, 1991, 1993), czterokrotnie wicemistrzostwo – trzy razy w sprincie (1984, 1992, 1994), raz w wyścigu na 1000 m ze startu zatrzymanego (1987) pięciokrotnie brązowy medal – dwa razy w sprincie (1989, 1996), trzy razy w wyścigu na 1000 m ze startu zatrzymanego (1986, 1990, 1994).
W 1985, 1986 i 1991 startował w mistrzostwach świata w konkurencji sprintu, ale odpadał za każdym razem w eliminacjach.
Był rekordzistą Polski na 200 m ze startu lotnego (10,871 s – 25 sierpnia 1987).